# Тренькина, Анастасия Михайловна
Анастасия Михайловна Тренькина (25 сентября 2002, Новокуйбышевск, Самарская область) — российская футболистка, полузащитница клуба «Чертаново».

## Биография
Воспитанница футбольной школы «Смена» (Самарская область), первый тренер — Владимир Орлов. Тренер посоветовал родителям привезти её в Москву. Так как ей было всего девять лет, то её сразу не взяли. Но с осени 2012 года начала заниматься в московской футбольной школе «Чертаново», где на тот момент не было ни одного игрока не из Москвы. Признавалась лучшей футболисткой первенства Москвы 2014 года в своём возрасте.
В основной команде «Чертаново» дебютировала в высшей лиге России 21 апреля 2018 года в матче против клуба «Звезда-2005». Всего в своём первом сезоне сыграла 3 матча, а её команда стала серебряным призёром чемпионата России. С сезона 2019 года стала регулярно играть за основной состав клуба.
Выступала за юниорскую и молодёжную сборную России.